# Piper hodgei
Piper hodgei är en pepparväxtart som beskrevs av Truman George Yuncker. Piper hodgei ingår i släktet Piper och familjen pepparväxter. Inga underarter finns listade i Catalogue of Life.